# Киреева, Наиля Ахняфовна
Киреева Наиля Ахняфовна (10 ноября 1948 года — 25 ноября 2012 года) — микробиолог, биотехнолог. Доктор биологических наук (1996), профессор (1998). Заслуженный деятель науки Республики Башкортостан. Почетный работник высшего профессионального образования Российской Федерации (2004).

## Биография
Наиля Ахняфовна Киреева родилась 10 ноября 1948 года в Уфе в семье выдающегося башкирского писателя и ученого-фольклориста Кирей Мэргэна и известного в Уфе детского врача Магафиры Киреевой.. Дед-известный башкир сэсэн Нурмухаммет Юмрани. В 1966 году Наиля Киреева после окончания средней школы с золотой медалью поступила на биологический факультет Башкирского государственного университета. После окончания БашГУ в 1971 году работала в Институте биологии. В 1977 году Н. А. Киреева защитила кандидатскую диссертацию в аспирантуре кафедры микробиологии Казанского университета. С 1977 года преподает в БГУ. С этого времени жизнь её стала тесно связана с Башкирским государственным университетом и до конца своей жизни она работала на кафедре биохимии и биотехнологии, где она прошла свой трудовой путь от ассистента до профессора, став одним из ведущих преподавателей вуза. В 1996 году защитила докторскую диссертацию в Санкт-Петербургском технологическом университете, тема диссертации: «Микробиологические процессы в нефтезагрязненных почвах».
Скончалась 25 ноября 2012 года в Уфе.

## Научная деятельность
Научная деятельность посвящена изучению микробиологического разложения нефтепродуктов, пестицидов и других загрязнителей в окружающей среде. Разработала биотехнологические методы восстановления загрязненных нефтью почв и водоёмов. Подобраны биодиагностические показатели и биотест-системы для мониторинга нефтезагрязнённых объектов окружающей среды..
Автор более 500 научных работ и 2 изобретений.
Основные научные труды:
Микробиологические процессы в нефтезагрязненных почвах. Уфа, 1994;
Биологическая активность нефтезагрязненных почв. Уфа, 2001 (в соавторстве);
Микробиологическая рекультивация нефтезагрязненных почв. М., 2001 (соавтор).

## Почетные звания и другие награды
Заслуженный деятель науки Республика Башкортостан (2006);
Почетный работник высшего профессионального образования Российской Федерации (2004).